# Rona Nishliu
Rona Nishliu (Mitrovicë, 25 augustus 1986) is een Kosovaarse zangeres. Ze is vooral bekend geraakt dankzij haar overwinning in het Albanese liedjesfestival Festivali i Këngës in 2011 en haar deelname aan het Eurovisiesongfestival in 2012.

## Biografie
Nishliu groeide op in Mitrovicë, een stad in het huidige Kosovo. Op haar dertiende verhuisde ze met haar familie naar hoofdstad Pristina. Haar zangcarrière begon officieel met haar deelname aan de Albanese versie van Idool in 2004. Ze eindigde op de vijfde plaats. Nadien werkte ze als radiopresentatrice op Radio Blue Sky in Pristina. In 2011 deed ze mee aan het Festivali i Këngës, dat sinds 2004 de winnaar doorstuurt naar het Eurovisiesongfestival. Ze won het festival met het lied Suus en mocht aldus Albanië vertegenwoordigen op het Eurovisiesongfestival 2012 te Bakoe in Azerbeidzjan, waar het hoogste resultaat in de geschiedenis van de deelname van Albanië behaald werd, namelijk de vijfde plaats. Ze was de eerste Kosovaarse ooit die Albanië vertegenwoordigde op het Eurovisiesongfestival.
2004: Anjeza Shahini · 
2005: Ledina Çelo · 
2006: Luiz Ejlli · 
2007: Aida & Frederik Ndoci · 
2008: Olta Boka · 
2009: Kejsi Tola · 
2010: Juliana Pasha · 
2011: Aurela Gaçe · 
2012: Rona Nishliu · 
2013: Adrian Lulgjuraj & Bledar Sejko · 
2014: Hersjana Matmuja · 
2015: Elhaida Dani · 
2016: Eneda Tarifa · 
2017: Lindita · 
2018: Eugent Bushpepa · 
2019: Jonida Maliqi · 
2021: Anxhela Peristeri · 
2022: Ronela Hajati · 
2023: Albina & Familja Kelmendi · 
2024: Besa · 
2025: Shkodra Elektronike